# Hypocacculus hyla
Hypocacculus hyla är en skalbaggsart som först beskrevs av Sylvain Auguste de Marseul 1864.  Hypocacculus hyla ingår i släktet Hypocacculus och familjen stumpbaggar. Inga underarter finns listade i Catalogue of Life.